# Барракуды
Барраку́ды (лат. Sphyraena) — род морских лучепёрых рыб из отряда скумбриеобразных, выделяемый в монотипическое семейство барраку́довых (Sphyraenidae). В состав рода включают 28 современных видов.

## Описание
Отличительная черта барракуд мощная нижняя челюсть, выступающая за верхнюю. Ряд небольших острых зубов усеивают челюсть снаружи, внутри находится ряд зубов большего размера. Максимальный зарегистрированный размер барракуды 205 см, масса 50 кг.

## Ареал
Барракуды обитают в тропических и субтропических водах Мирового океана вблизи поверхности. В Красном море 8 видов, в их числе большая барракуда. В Средиземном море видов всего 4, из которых 2 перебрались в него из Красного моря по Суэцкому каналу. Освоившаяся в Средиземном море Sphyraena chrysotaenia даёт основную часть всего израильского улова барракуд.

## Питание
Питаются барракуды более мелкой добычей: кальмарами, крупными креветками. Обычно барракуды подстерегают свою жертву в засаде среди камней, скал или в зарослях подводной растительности. Но довольно часто небольшими группами они нападают на косяки мелких рыб. Стаями обычно держатся небольшие барракуды, а крупные рыбы поодиночке. Атакуют они на большой скорости, на ходу отхватывая куски плоти мощными челюстями. Когда несколько барракуд охотятся вместе, они сгоняют добычу в плотную стаю, повышая тем самым вероятность успешной атаки.

## Опасность для человека

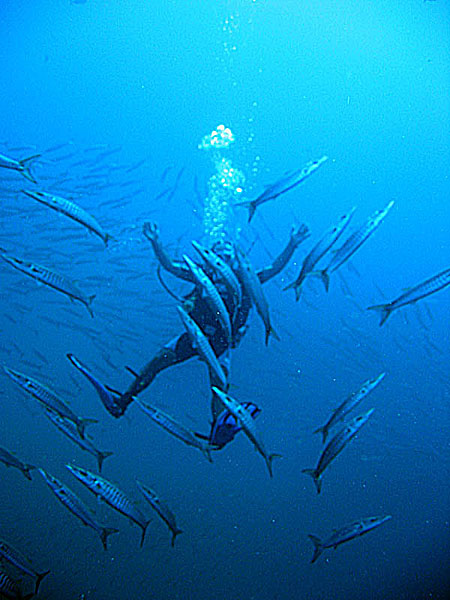
Аквалангист в стае барракуд у побережья Таиланда

Чаще всего их можно видеть большими стаями, где они чувствуют себя чрезвычайно уверенно и на появившихся перед ними аквалангистов не обращают никакого внимания. Следует помнить, что все нападения на людей случались в мутной или тёмной воде, где движущиеся руки или ноги пловца принимались барракудой за плывущих рыб. На Кубе причиной нападения на человека были блестящие предметы, такие как часы, украшения, ножи. Острые зубы барракуды могут повредить артерии и вены конечностей; в этом случае кровотечение надо немедленно остановить, так как потеря крови может быть значительной.
Не рекомендуются к употреблению в пищу из-за ядовитых печени, икры и молок.

## Виды
Различают 28 современных видов барракуд:
- Sphyraena acutipinnis
- Sphyraena afra
- Sphyraena argentea — Калифорнийская барракуда, или серебристая барракуда
- Sphyraena barracuda — Большая барракуда
- Sphyraena borealis
- Sphyraena chrysotaenia
- Sphyraena ensis
- Sphyraena flavicauda
- Sphyraena forsteri
- Sphyraena guachancho — Гуачанчо
- Sphyraena helleri
- Sphyraena iburiensis
- Sphyraena idiastes
- Sphyraena intermedia[4]
- Sphyraena japonica
- Sphyraena jello — Полосатая барракуда
- Sphyraena lucasana
- Sphyraena novaehollandiae — Австралийская барракуда
- Sphyraena obtusata — Тупорылая барракуда
- Sphyraena picudilla
- Sphyraena pinguis — Красная барракуда
- Sphyraena putnamae
- Sphyraena qenie
- Sphyraena sphyraena — Европейская сфирена, или мелкочешуйная сфирена
- Sphyraena tome
- Sphyraena viridensis
- Sphyraena waitii
- Sphyraena bognorensis †[5]
- Sphyraena bolcensis †

## Галерея

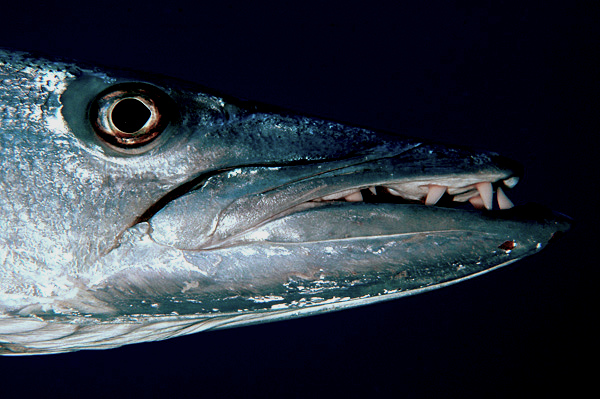
Голова большой барракуды
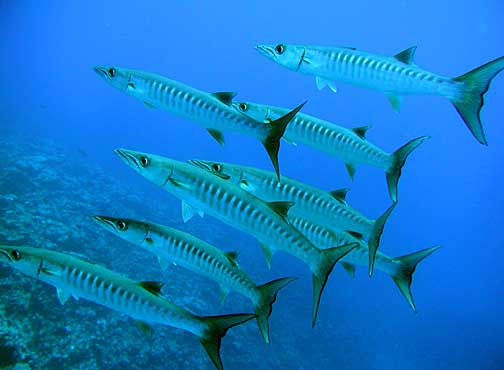
Косяк больших барракуд
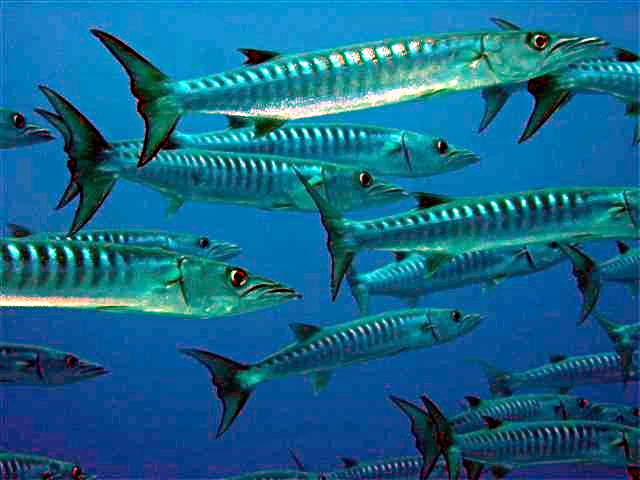
Косяк барракуд Sphyraena putnamae у побережья Бора-Бора
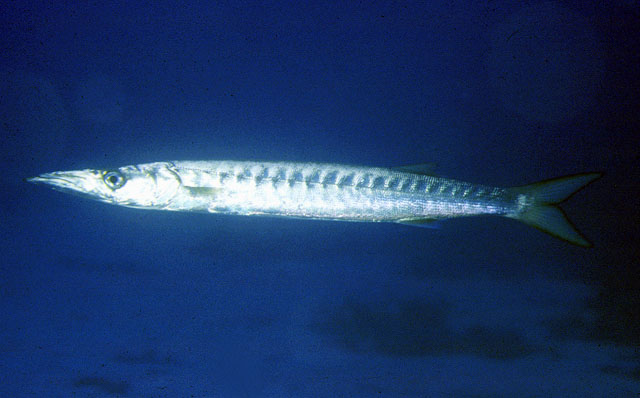
Sphyraena viridensis
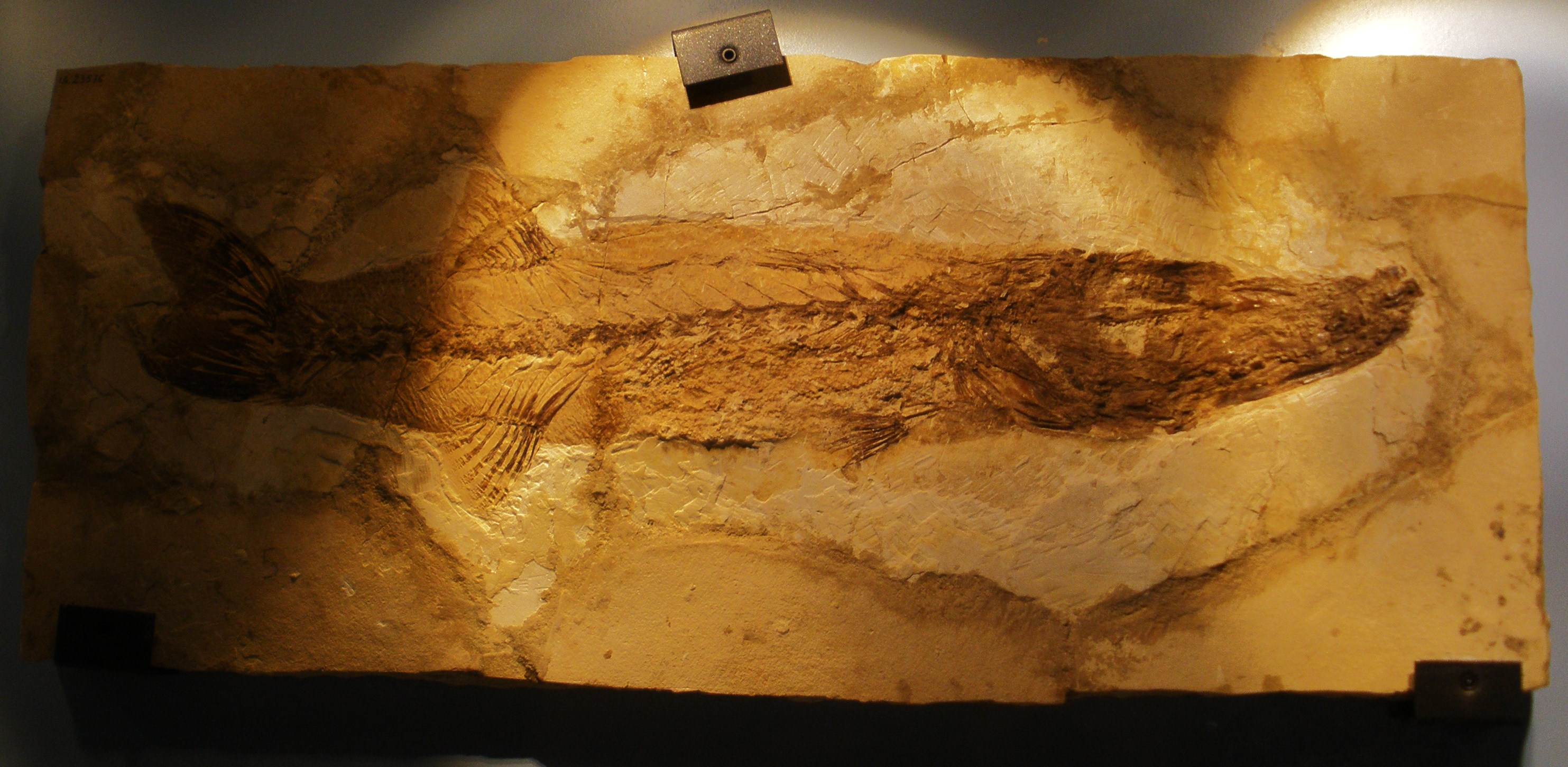
Ископаемая барракуда Sphyraena bolcensis
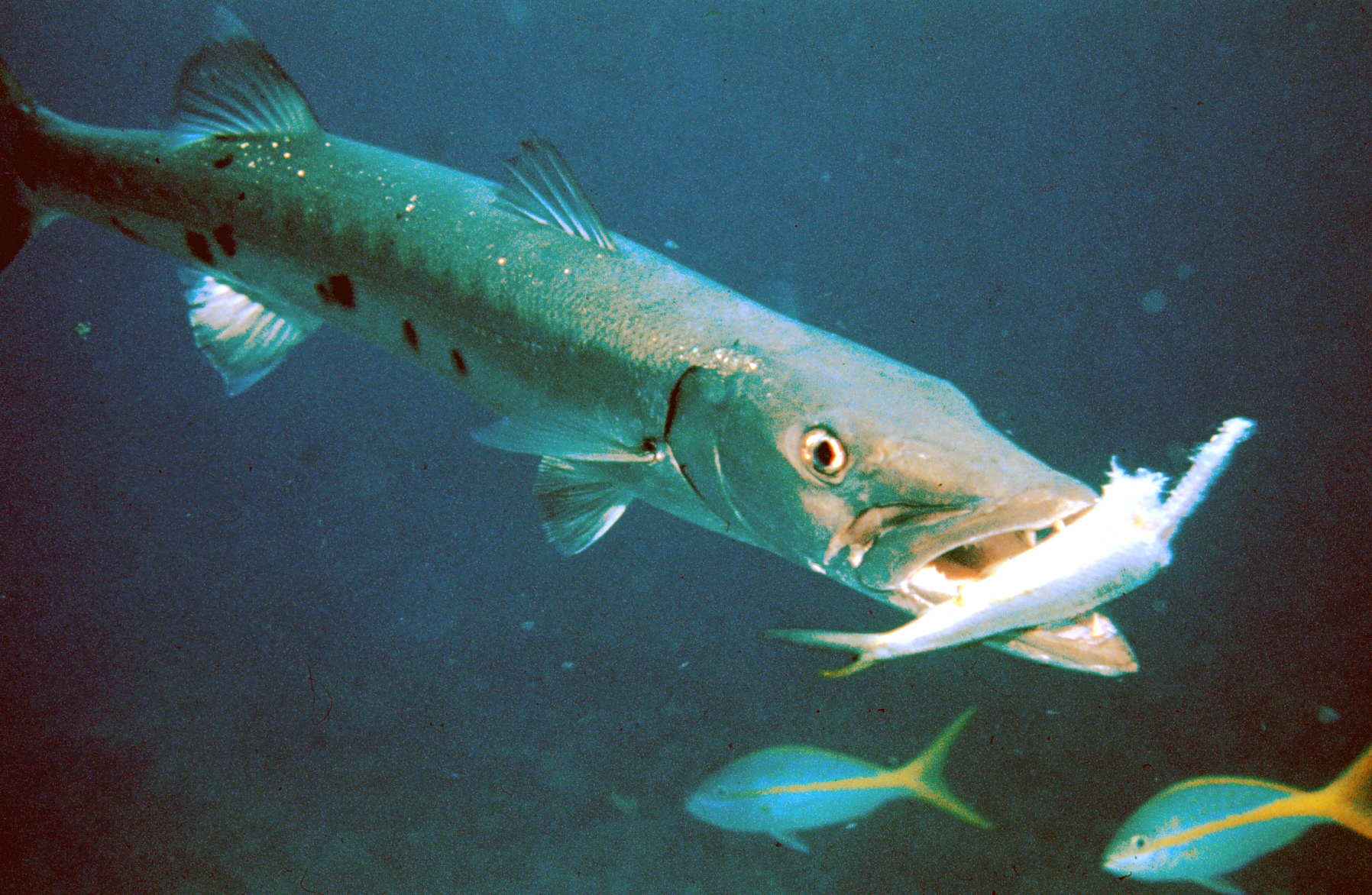
Барракуда, охотящаяся на мелкую рыбу